# 後期江戸ことばの敬語体系
後期江戸ことばの敬語体系（こうきえどことばのけいごたいけい）は小島俊夫の著書。1974年（昭和49年）に笠間書院から発刊された。著者の雑誌掲載または新規執筆の15編の文章を全6章にまとめたもので、滑稽本・人情本を資料として後期江戸言葉についての考察を加える。

## 概要
本書の内容は(a)1章(b)2～4章(c)5～6章の三部に分けられ、2～4章が本書の主要な部分を占める。1章は本書の趣旨を述べたもので、序論にあたる。2～4章では、「あなた」「お前」など相手をさす名詞（対称代名詞）と、「わたし」「拙者」など自分をさす名詞（自称代名詞）について滑稽本・人情本、明治初期の言文一致体小説から用例をとり、各語の敬意の上下関係と、江戸後期-明治間の用法のちがいを説く。5章では「っし／さっし」「す」「です」「であります」「ませんでした」について、語用論的な考察を加える。6章では浮世風呂、会話編、明治の4作家（二葉亭四迷、夏目漱石、森鷗外、永井荷風）の用例を引き、その語法について簡単にふれる。